# عبد المجيد مرداسي
عبد المجيد مرداسي من مواليد سنة 1952 بمدينة قسنطينة الجزائر. هو باحث ومؤرخ جزائري كان يعمل أستاذًا جامعيًا.
تحصل على شهادة في التاريخ ودكتوراه دولة في علم الاجتماع، وشغل منصب بروفيسور بجامعة قسنطينة لعدة سنوات.

## كتب ومقالات
الف العديد من الكتب حول الحركة الوطنية الجزائرية و حرب التحرير الوطنية و الموسيقى الجزائرية و تاريخ مدينة قسنطينة, كما ساهم بمقالات في عدة صحف وطنية.

## الوفاة
توفي يوم الخميس, 17 أيلول/ سبتمبر 2020. عن عمر يناهز 75 سنة بعد صراع طويل مع المرض.

## وصلات خارجية
- المؤرخ عبد المجيد مرداسي يخرج عن صمته: “كل الاتهامات الموجهة لي باطلة وإشاعات مغرضة”